# Norman Powell
Norman W.C. Powell (ur. 25 maja 1993 w San Diego) – amerykański koszykarz, występujący na pozycjach rozgrywającego oraz rzucającego obrońcy, aktualnie zawodnik Los Angeles Clippers.
25 marca 2021 został wytransferowany do Portland Trail Blazers. 4 lutego 2022 trafił w wyniku wymiany do Los Angeles Clippers.

## Osiągnięcia
Stan na 6 lutego 2022, na podstawie, o ile nie zaznaczono inaczej.
NCAA
- Zaliczony do I składu All-Pac-12 (2015)

NBA
- Mistrz NBA (2019)
- Zaliczony do I składu letniej ligi NBA (2015)